# HD 16175 b
HD 16175 b est une exoplanète orbitant autour de l'étoile HD 16175, elle a été découverte en 2007.